# Brabejum stellatifolium
Genre
Espèce
Brabejum stellatifolium est une espèce de plantes à fleurs dicotylédones de la famille des Proteaceae, originaire d'Afrique du Sud.

## Description
C'est un arbre très ramifié, à feuilles persistantes rassemblées en verticilles étoilés, au port très étalé, pouvant atteindre de 5 à 15 mètres de haut. Ses fruits amers et toxiques ressemblent à des amandes.
L'espèce est la seule du genre Brabejum (genre monotypique).

## Distribution
L'aire de répartition naturelle de ces arbres est limitée au biome des Fynbos dans la région du Cap, Afrique du Sud. Ils sont une composante fréquente des forêts de la zone afromontane.

## Histoire
Cet arbre a été utilisé à l'époque de la colonisation de la région du Cap par les Néerlandais pour créer des haies, et notamment celle marquant la limite de la colonie. Une partie de cette dernière a été préservée et peut se voir dans le jardin botanique de Kirstenbosch.

## Taxinomie

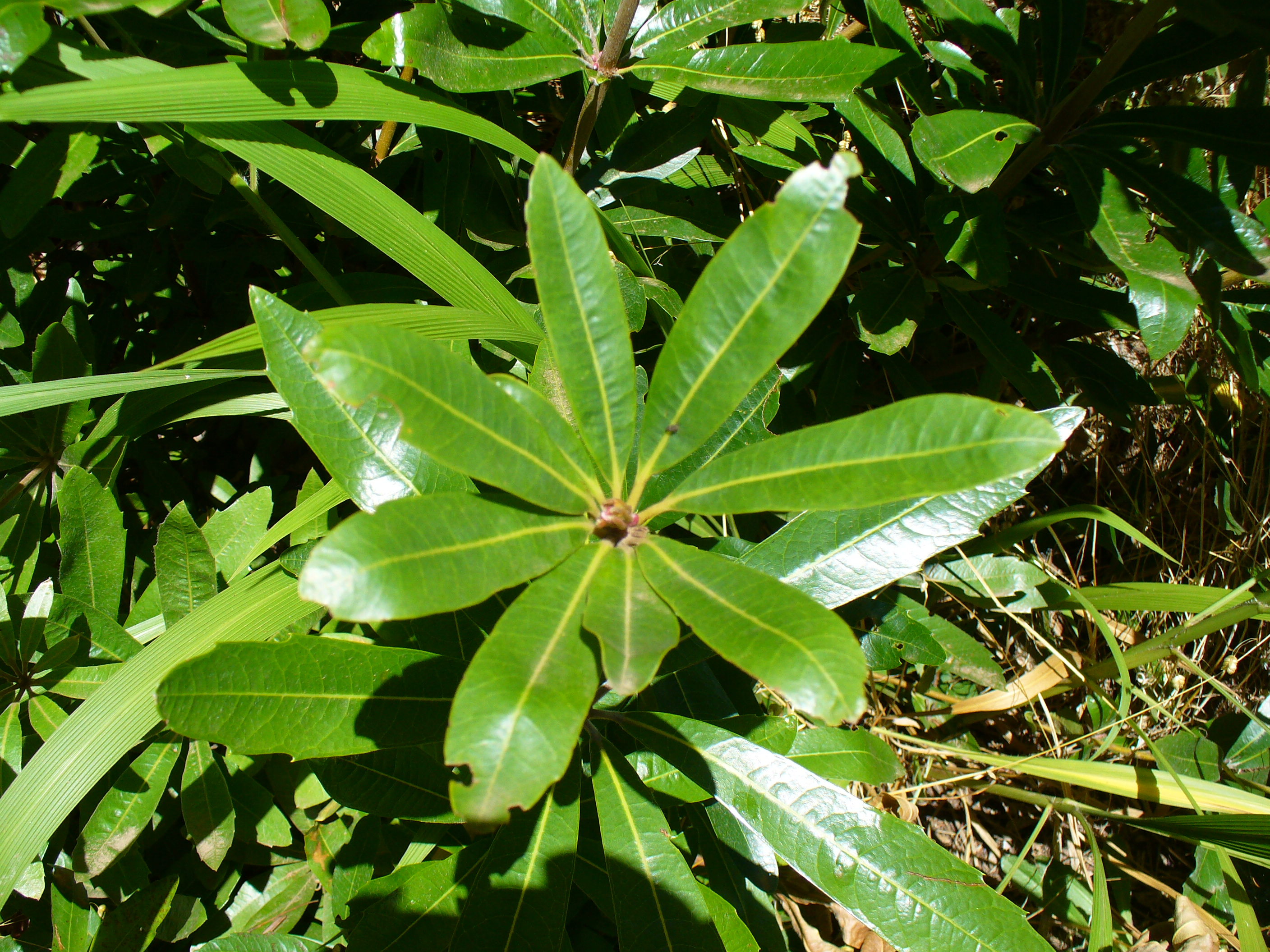
Verticille de feuilles.

Brabejum stellatifolium a été décrite par Linné et publié dans le Species plantarum 1: 121. 1753,.
L'épithète spécifique, stellatifolium, (à feuilles en étoiles) est une référence à la disposition des feuilles en verticilles étoilés. C'est une caractéristique assez rare parmi les espèces d'arbres, ce qui en fait un critère de diagnostic pratique pour identifier Brabejum stellatifolium dans les régions où cet arbre est commun.
Cette espèce est la seule représentante de la sous-famille des Grevilleoideae, principalement représentée en Australie, où se rencontre le genre Macadamia, qui est le plus proche parent du genre Brabejum. Toutes les autres espèces de Proteaceae présentes en Afrique du Sud appartiennent en revanche à la sous-famille des Proteoideae.

### Synonymes
Selon Catalogue of Life (4 avril 2016) :
- Brabejum stellare Knight,
- Brabejum stellatum Thunb.,
- Brabejum stellulifolium Murr.,
- Brabyla capensis L.